# Marzec 2016

## 31 marca
- Pierwszy dzień Szczytu Bezpieczeństwa Nuklearnego w Waszyngtonie z udziałem delegacji z ponad 50 państw (tvn24.pl).
- Co najmniej 21 osób zginęło po zawaleniu się budowanej estakady w centrum Kalkuty. (tvn24.pl)

## 27 marca
- Ponad 70 osób zginęło w zamachu w pakistańskim Lahaur (tvn24.pl)

## 26 marca
- W Cardiff rozegrano 20. mistrzostwa świata w półmaratonie[1].

## 25 marca
- Co najmniej 25 osób zginęło a ponad 50 zostało rannych w wyniku samobójczego ataku bombowego w pobliżu Bagdadu. (wp.pl)

## 24 marca
- W nocnym zderzeniu mikrobusu z ciężarówką w centralnej Francji zginęło 12 osób. (tvn24.pl)

## 22 marca
- W Brukseli miały miejsce dwa zamachy bombowe, w których zginęło co najmniej 35 osób, a ponad 300 zostało rannych. (latimes.com)

## 21 marca
- Prezydent Barack Obama z wizytą na Kubie. Jest to pierwsza od 88 lat wizyta prezydenta Stanów Zjednoczonych w tym kraju. (polityka.pl)

## 20 marca
- Zakończyły się, rozgrywane w Portland, halowe mistrzostwa świata w lekkoatletyce[2].
- Czeszka Gabriela Soukalová i Francuz Martin Fourcade triumfowali w klasyfikacjach generalnych pucharu świata w biathlonie w sezonie 2015/2016. (biathlonresults.com, biathlonresults.com)
- 13 osób zginęło w wypadku autokaru na autostradzie łączącej Walencję z Barceloną w Hiszpanii. (tvn24.pl)
- Słoweniec Peter Prevc zwyciężył w klasyfikacji generalnej pucharu świata w skokach narciarskich. (fis-ski.com)
- Szwajcarka Lara Gut i Austriak Marcel Hirscher triumfowali w klasyfikacjach generalnych pucharu świata w narciarstwie alpejskim. (fis-ski.com, fis-ski.com)

## 19 marca
- 62 osoby zginęły na pokładzie samolotu Boeing 737-800 linii Flydubai, który rozbił się podczas lądowania na lotnisku w Rostowie nad Donem w południowej Rosji. (wyborcza.pl)
- Co najmniej 5 osób zginęło, a 36 zostało rannych w zamachu samobójczym, do którego doszło w centrum Stambułu. (wyborcza.pl)
- Rugbyści Anglii zwyciężyli w Pucharze Sześciu Narodów zdobywając tak zwanego Wielkiego Szlema (wygrali wszystkie mecze)[3].

## 15 marca
- Nagrodę Abela, prestiżowe wyróżnienie w dziedzinie matematyki, przyznano Andrew Wilesowi, który udowodnił Wielkie twierdzenie Fermata. (wyborcza.pl, abelprize.no)
- 22 żołnierzy zginęło podczas ćwiczeń w katastrofie samolotu transportowego ekwadorskich sił powietrznych, który rozbił się w dżungli na wschodzie kraju. (tvn24.pl)

## 14 marca
- Rozpoczęła się pierwsza misja na Marsa w ramach europejsko-rosyjskiego programu ExoMars. Rakieta Sojuz 2 wyniosła orbiter Trace Gas Orbiter oraz lądownik Schiaparelli. (kosmonauta.net, urania.edu.pl)

## 13 marca
- Zakończyły się, rozgrywane w Oslo, mistrzostwa świata w biathlonie. (biathlonworld.com)
- Holender Kjeld Nuis i Amerykanka Brittany Bowe zwyciężyli w klasyfikacjach generalnych pucharu świata w łyżwiarstwie szybkim. (isuresults.eu, isuresults.eu)
- 37 osób zginęło w zamachu bombowym w Ankarze, stolicy Turcji. (tvn24.pl)

## 12 marca
- Reprezentanci Norwegii – Therese Johaug i Martin Johnsrud Sundby zwyciężyli w klasyfikacjach generalnych pucharu świata w biegach narciarskich. (fis-ski.com, fis-ski.com)

## 6 marca
- Holender Sven Kramer oraz Czeszka Martina Sáblíková zwyciężyli w rozgrywanych w Berlinie mistrzostwach świata w łyżwiarstwie szybkim w wieloboju. (isuresults.eu, isuresults.eu)
- Niemiec Eric Frenzel zdobył puchar świata w kombinacji norweskiej. (fis-ski.com)

## 5 marca
- Na Słowacji odbyły wybory parlamentarne. (tvn24.pl)

## 3 marca
- Kosmiczny Teleskop Hubble’a odkrył najodleglejszą galaktykę GN-z11, powstałą czterysta milionów lat po Wielkim Wybuchu. (nationalgeographic.com)